# Lijst van universiteiten in Italië
Dit is een lijst van universiteiten in Italië.
Staatsuniversiteiten
- Universiteit van Bologna - Bologna, Cesena, Forlì, Imola, Ozzano dell'Emilia, Ravenna, Reggio nell'Emilia, Rimini
- Technische Universiteit van Bari - Bari, Tarente
- Technische Universiteit van Marche - Ancona, Fabriano, Falconara Marittima, Fermo, Pesaro
- Technische Universiteit van Milaan - Milaan, Como, Cremona, Lecco, Mantua, Piacenza
- Technische Universiteit van Turijn - Turijn, Alessandria, Aosta, Biella, Bozen, Ivrea, Mondovì, Vercelli
- Tweede Universiteit van Napels - Napels, Caserta, Avellino, Aversa, Benevento, Capua, Marcianise, Salerno, Santa Maria Capua Vetere
- Universiteit "Gabriele d'Annunzio" - Chieti, Pescara, Vasto, Lanciano, Torrevecchia Teatina
- Universiteit van Bari - Bari, Brindisi, Corigliano Calabro, Isernia, Monte Sant'Angelo, Tarente, Termoli
- Universiteit van la Basilicata - Potenza, Matera
- Universiteit van Bergamo - Bergamo
- Universiteit van Brescia - Brescia, Cremona, Mantua
- Universiteit van Cagliari - Cagliari, Nuoro
- Universiteit van Calabria - Rende, Crotone, Vibo Valentia
- Universiteit van Camerino - Camerino, Ascoli Piceno, Crotone, Gela, Matelica, Narni, Recanati, San Benedetto del Tronto
- Universiteit van Molise - Campobasso, Isernia, Termoli
- Universiteit van Cassino - Cassino, Frosinone, Sora, Terracina
- Universiteit van Catania - Catania, Caltanissetta, Enna, Modica, Ragusa, Siracusa
- Universiteit van Ferrara - Ferrara, Argenta, Bozen, Faenza, Pieve di Cento, Rovigo
- Universiteit van Florence - Florence, Calenzano, Empoli, Figline Valdarno, Pistoia, Prato, San Giovanni Valdarno, Sesto Fiorentino
- Universiteit van Foggia - Foggia, Cerignola, Lucera, Manfredonia, San Giovanni Rotondo, San Severo
- Universiteit van Genua - Genua, Imperia, La Spezia, Livorno, Pietra Ligure
- Universiteit van L'Aquila - L'Aquila, Teramo
- Universiteit van l'Insubria - Varese, Busto Arsizio, Como, Saronno
- Universiteit van Lecce - Lecce
- Universiteit van Macerata - Macerata, Civitanova Marche, Fermo, Jesi, Osimo, Spinetoli
- Universiteit van Messina - Messina, Locri, Modica, Noto, Priolo Gargallo, Reggio Calabria
- Universiteit van Milaan - Milaan, Crema, Edolo, Lodi, Mantua
- Universiteit van Milaan-Bicocca - Milaan, Bozen, Monza
- Universiteit van Modena en Reggio Emilia - Modena, Reggio nell'Emilia
- Universiteit van Napoli Federico II - Napels, Pozzuoli, Castellammare di Stabia, Cava de' Tirreni, Frattaminore, Portici
- Universiteit van Napoli "L'Orientale" - Napels
- Universiteit van Napoli "Parthenope" - Napels, Afragola, Nola, Potenza, Torre Annunziata
- Universiteit van Padua - Padua, Chioggia, Conegliano, Mirano, Rovigo, Treviso, Venetië, Vicenza, Vittorio Veneto, Portogruaro
- Universiteit van Palermo - Palermo, Agrigento, Caltanissetta, Enna, Trapani
- Universiteit van Parma - Parma
- Universiteit van Pavia - Pavia, Cremona, Lodi, Treviglio
- Universiteit van Perugia - Perugia, Orvieto, Terni
- Universiteit van Piemonte orientale Amedeo Avogadro - Vercelli, Alessandria, Asti, Biella, Domodossola, Novara, Verbania
- Universiteit van Roma "La Sapienza" - Rome, Benevento, Campobasso, Cassino, Isernia, Latina, Narni, Orvieto, Pomezia, Pozzilli, Rieti, Viterbo
- Universiteit van Rome Tor Vergata - Rome, Cassino
- Universiteit van Roma Tre - Rome
- Universiteit van Salerno - Fisciano, Baronissi, Lancusi
- Universiteit van Sannio - Benevento
- Universiteit van Sassari - Sassari, Alghero, Olbia, Oristano, Tempio Pausania
- Universiteit van Siena - Siena, Arezzo, Grosetto
- Universiteit van Teramo - Teramo, Avezzano
- Universiteit van Turijn - Turijn, Aosta, Asti, Biella, Cuneo, Grugliasco
- Universiteit van Trente - Trente, Bozen, Rovereto
- Universiteit van Triëst - Triëst, Gorizia, Pordenone, Portogruaro, Udine
- Universiteit van Udine - Udine, Gorizia, Pordenone, Venetië
- Universiteit van Verona - Verona, Ala, Bozen, Rovereto, Trente, Vicenza
- Universiteit van la Tuscia - Viterbo, Cittaducale
- Universiteit "Magna Græcia" van Catanzaro - Catanzaro, Rende, Vibo Valentia
- Universiteit "Mediterranea" van Reggio Calabria - Reggio Calabria, Lamezia Terme
- Universiteit van Pisa - Pisa, La Spezia
- Universiteit van Venetië - Venetië, Treviso, Portogruaro
- Universiteit Iuav van Venezia - Venetië, San Donà di Piave, Treviso
- Universiteit voor buitenlanders Perugia - Perugia
- Universiteit voor buitenlanders Siena - Siena
- Universiteit voor motorische wetenschappen - Rome

Vrije universiteiten
- Universiteit Carlo Cattaneo - Castellanza
- Universiteit Cattolica del Sacro Cuore di Milano - Milaan, Bozen, Brescia, Campobasso, Cremona, Colleferro, Guidonia-Montecelio, Francavilla al Mare, Pescopagano, Piacenza, Potenza, Rieti, Rome, Turijn, Viterbo
- Universiteit Campus bio-medico di Roma - Rome
- Universiteit Commerciale Luigi Bocconi - Milaan
- Universiteit di scienze gastronomiche, Bra
- Universiteit europea di Roma, Rome
- Universiteit Kore di Enna - Enna
- Universiteit Suor Orsola Benincasa - Napels, Pomigliano d'Arco, Salerno
- Universiteit telematica Guglielmo Marconi, Rome
- Universiteit telematica Leonardo da Vinci - Torrevecchia Teatina
- Universiteit telematica management audiovisivo (TEL.M.A.), Rome
- Universiteit van Urbino “Carlo Bo” - Urbino, Fano, Pesaro
- Universiteit van Valle d'Aosta / Université de la Vallée d'Aoste - Aosta
- Universiteit vita-salute San Raffaele - Milaan, Cesano Maderno
- Vrije universiteit IULM - Milaan, Feltre
- Vrije universiteit “Guido Carli” - Rome
- Vrije universiteit Maria Ss. Assunta - Rome, Gubbio, Mussomeli, Palermo, Tarente
- Vrije universiteit mediterranea “Jean Monnet” (LUM) - Casamassima
- Vrije universiteit San Pio V - Rome
- Vrije universiteit van Bolzano / Freie Universität Bozen / Free university of Bolzano - Bozen - Bozen, Bressanone